# 沼澤尚
沼澤 尚（ぬまざわ たかし、1960年4月19日 - ）は、日本のドラマー。東京都新宿区出身。父は元プロ野球選手の沼澤康一郎。

## 来歴[2]
※オフィシャルサイトを参照。
1983年
- 慶應義塾大学法学部卒業と同時に、L.A.の音楽学校PIT (Percussion Institute of Technology) に留学し、TOTOのドラマーだったジェフ・ポーカロの父ジョー・ポーカロやラルフ・ハンフリー等に師事。

1985年
- PIT卒業時に全校生徒による人気投票でHuman Relation of The Yearに選ばれ、同校講師に就任。

1986年
- チャカ・カーンのツアーに参加。

1987年
- ボビー・ウーマックのツアーに参加。これをきっかけに、名ドラマー、ジェイムス・ギャドソン（英語版）に師事。

1988年
- チキンシャックへの参加をきっかけに、日本国内での活動も盛んになる。

1989年
- Cat Gray、Karl Perazzoと結成した13CATSでCDデビュー。96年までに4枚のアルバムを発表、96年、99年には日本ツアーも行う。

1992年
- アル・マッケイ率いるL.A.ALL-STARSに参加（95年まで）。

1993年
- シーラ・Eをサポート[3]。

1994年
- ネッド・ドヒニーの日本ツアーに参加。

1997年
- 佐藤タイジ率いるTHEATRE BROOKのサポートメンバーになる。

1999年
- 沼澤尚初リーダー・アルバム"the wings of time"を発表。梶原順、浅野祥之、松原秀樹とJ&B結成。
- 林立夫主宰のイベント"Groove Dynasty"に、村上秀一、村石雅行、真矢と共に参加。

2000年
- 沼澤尚写真・エッセイ・ドラム教則本"THE SEVENTH DIRECTION"を発表。THEATRE BROOKとしての活動に専念するために17年ぶりに日本に帰国し、活動拠点を日本国内に移す。

2001年
- 佐藤タイジ率いるThe SunPauloに、キーボードの森俊之と共に加入。

2002年
- 本田雅人、塩谷哲、青木智仁とFOUR of a KIND結成。

2005年
- 長らくサポートを務めてきたTHEATRE BROOKへエマーソン北村と共に正式加入。
- 永井"ホトケ"隆、浅野祥之とThe Blues Power結成。

2006年
- 元SUPERCARの中村弘二のソロ・プロジェクト"iLL"に参加。
- アイヌの伝統弦楽器「トンコリ」の奏者OKIのリーダー・バンド、OKI DUB AINU BANDに参加。
- マルコス・スザーノと内田直之と『ネニューマ・ カンサオン・ソー・ムージカ』 シリーズ5作品を発表。

2007年
- 4月20日に、The Blues Powerのデビューアルバム『THIS IS THE BLUES POWER』を発表するが、同日にメンバーの浅野祥之が急逝し、The Blues Power活動中止[注 1]。その後、浅野の志を引き継いでいくために、永井"ホトケ"隆と共にブルーズバンドを続けることを決意。6月12日に、中條卓、KOTEZの2人を迎え、4人でblues.the-butcher-590213を結成し、初ライブを行う。その後年間100本近いライブの遂行、年に1 - 2枚のアルバム製作、ムッシュかまやつ、Leyona、近藤房之助、鮎川誠らをゲストに迎えライブを行うなど、精力的に活動を続けている。

2008年
- 多忙のため、The SunPauloを脱退。

2012年
- 振付師の南流石を中心に結成されたバンドRabbitに、佐藤タイジや森俊之、大塚愛らとともに参加。

2014年
- 中村弘二プロデュースによる15年ぶりのソロ作品『Entropy vol.1』をリリース。

2015年
日本の音楽史を築いた伝説のドラマー林立夫と長年構想を暖めてきたツインドラムバンドAFTER SCHOOL HANGOUTをスタートさせる。

## 共演アーティスト

### 海外
- アル・マッケイ（元アース・ウィンド・アンド・ファイアー、1973-1980）
- ヴァーダイン・ホワイト（アース・ウィンド・アンド・ファイアー、1970–1984; 1987-現在）
- ウィル・リー
- エモーションズ
- シーラ・E
- ジェフ・バーリン
- ジェリー・ハリス
- チャカ・カーン
- デレク・ジャクソン
- ニック・デカロ
- ネッド・ドヒニー
- ハイラム・ブロック
- ポーリン・ウィルソン
- ポール・ギルバート
- ボビー・ウーマック
- マルコス・スザーノ
- ランディ・ブレッカー
- ルイス・ジョンソン
- ロベン・フォード

### 国内
- 愛名
- 青木智仁
- 赤松英弘
- アナム&マキ
- 亜波根綾乃
- AMAZONS
- 安室奈美恵
- Angelina
- 安藤裕子
- ANNA
- 家元
- 石井竜也
- 石川さゆり
- 伊勢正三
- 磯貝サイモン
- 市原ひかり
- 井手麻理子
- 伊東たけし
- 井上尭之バンド
- 井上陽水
- INORAN
- 忌野清志郎
- iLL
- 岩崎宏美
- 宇井かおり
- VICKY VEE
- 上田まり
- 植村花菜
- 臼井ミトン
- 内田直之
- 内田有紀
- ALIENS ARE…
- MCU
- 及川光博
- 大黒摩季
- 大塚愛
- 大貫妙子
- 大橋純子
- 大村憲司
- 大森洋平
- 奥田民生
- 尾崎亜美/The Delta Wing
- ORIGINAL LOVE
- 梶原順
- カズン
- GATS TKB SHOW
- 加藤ミリヤ
- 角松敏生/AGHARTA
- 辛島美登里
- 河口恭吾
- 河辺千恵子
- 河村隆一
- 杏子
- 清木場俊介
- 清春
- キリンジ
- 具島直子
- 葛谷葉子
- 栗山千明
- くるり
- ケニー・ビー
- CHEMISTRY
- CORE OF SOUL
- 郷ひろみ
- 高鈴
- 五島良子
- 小林信吾
- Koji Nakamura
- COFFEE&CIGARETTES BAND
- GOMA
- さかいゆう
- SAKURA
- 指田郁也
- 佐藤竹善/SING LIKE TALKING
- サンタラ
- THEATRE BROOK
- シーナ&ザ・ロケッツ/鮎川誠/シーナ
- 椎名林檎
- 塩谷哲
- CitiZen of Peace
- 姿月あさと
- 柴咲コウ
- 障子久美
- 女王様
- JIMSAKU
- スガシカオ
- SCRIPT
- 鈴木康弘
- 鈴木雅之
- Spray
- SMAP
- 高中正義
- 高橋瞳
- 田川伸治
- 竹内めぐみ
- 竹仲絵里
- 田中倫明
- 谷村新司
- 多和田えみ
- CHAGE
- チュール
- つじあやの
- 辻コースケ
- Tiara
- DEEN
- 寺岡呼人
- Tourbillon
- 土岐英史
- Dr.StrangeLove
- TOKU
- 徳永英明
- 戸松遥
- ともさかりえ
- 豊崎愛生
- TOYONO
- 永井真理子
- 中崎英也
- 中島美嘉
- ナチュラル ハイ
- 西田ひかる
- 西村由紀江
- 西脇辰弥
- NEWS
- NEWTON CIRCUS
- bird
- Hi-Timez
- 元ちとせ
- Pas De Chat
- 八反田リコ
- Hana
- 馬場俊英
- 林田健司/EROTICAO
- 伴都美子
- 東田トモヒロ
- VITARISE
- BIG HORNS BEE
- 尾藤桃子
- 一青窈
- 平井堅
- 平原綾香
- FUNKY MONKEY BABYS/ファンキー加藤
- V6
- 福耳
- 福山雅治
- 藤井フミヤ
- 布施明
- 古内東子
- フルカワミキ
- 星村麻衣
- 本田雅人
- MY LITTLE LOVER
- 牧伊織
- 槇原敬之
- 真心ブラザーズ
- 松崎ナオ
- MISIA
- 南佳孝
- mihimaru GT
- 宮沢和史（アルバム『AFROSICK』）/GANGA ZUMBA
- miwa
- moumoon
- ムッシュかまやつ
- 村上圭寿
- 村田和人
- MONORAL
- 森川美穂
- 森広隆
- 八千草薫
- 柳ジョージ
- 矢野顕子
- 山岸潤史
- 山崎まさよし
- 山田晃士
- YUI
- YOU
- ゆず
- 吉沢梨絵
- 吉田美奈子
- 吉田直樹
- 吉田美奈子
- 米倉利紀
- ラブハンドルズ
- ランキンタクシー
- Lia
- Leyona
- 渡辺学
- 渡辺美里

## 参加バンド・グループ・プロジェクト

### 主に活動しているグループ
THEATRE BROOK
- 1986年、佐藤タイジを中心に結成。メンバーは佐藤タイジ (Vo, G)、中條卓 (B)、エマーソン北村 (Key)。1997年にサポートを開始、2005年に正式加入。

Nothing But The Funk（ナッシング・バット・ザ・ファンク）
- エディM (Sax)、カール・ペラーゾ (Per)、レイモンド・マッキンリー (Ba)、沼澤尚 (Dr)、ジョエル・ベールマン (Tb)、ネイト・マーセロー (Gt)、森俊之 (Key) らからなる日米合体ファンク・バンド[4]。2000年代初頭から定期的に活動を続ける[5]。

blues.the-butcher-590213（通称：ブルーズ・ザ・ブッチャー）
- 2005年から活動していた永井"ホトケ"隆と浅野祥之とのデュオに沼澤尚が参加する形でベースレス・バンドとして結成されたザ・ブルーズパワーを経て、2007年に結成。メンバーは永井"ホトケ"隆 (vocals & guitar)、中條卓 (bass)、KOTEZ (harmonica & vocals)。

Deep Cover
- 沼澤尚と森俊之によるエレクトロファンクユニット。

iLL
- 中村弘二（ナカコー）のソロプロジェクト。

Koji Nakamura
- 中村弘二（ナカコー）のソロプロジェクト。メンバーは田渕ひさ子 (G/bloodthirsty butchers, toddle, LAMA)、345（B／凛として時雨、geek sleep sheep）。

OKI DUB AINU BAND
- カラフト・アイヌの伝統弦楽器『トンコリ』を現代に復活させたOKIが率いるAINU ROOTSバンド。メンバーはOKI (Tonkori/Guitar/Vocal)、北海道出身アイヌ居壁太 (Tonkori/Chorus)、中條卓 (Bass/THEATRE BROOK, blues.the-butcher-590213)、内田直之（DUBエンジニア/ Little Tempo、Flying Rhythms等）、HAKASE-SUN（Keyboards/LITTLE TEMPO, KODAMA AND THE DUB STATION BAND等）。

URBAN GROOVE FITTERS
- シンガーソングライター臼井ミトンとの活動。メンバーは中條卓（B）、森俊之（Key）、田中義人（G）。

THE TRIO
- シンガーソングライター臼井ミトンとの活動。中條卓（B）。

AFTER SCHOOL HANGOUT（アフタースクールハングアウト）
- 2015年結成。林立夫 (ds) & 沼澤尚 (ds) with 鈴木茂 (g), 森俊之 (key), 沖山優司 (b) featuring Vocals by Leyona and 高橋幸宏[6]。

### 過去に在籍していたグループ
13CATS
- プリンスの「Purple Rain Tour」のツアーメンバーだったキャット・グレイ（Bass, Keys, Guitar, Vo, etc., リーダー）、カール・ペラッゾ（Per/ サンタナ）と結成したグループ。

CHICKEN SHACK（チキンシャック）
- 1986年結成。メンバー（当時）は土岐英史（サックス）、山岸潤史（ギター）、続木徹（ピアノ、キーボード）、BOBBY WATSON。

LA ALL STARS（LAオールスターズ）
- 元アース・ウィンド・アンド・ファイアーのアル・マッケイ率いるグループ。現Al McKay AllStars。メンバーはアル・マッケイ（ギター/ 元EW&F）、ヴァーダイン・ホワイト（ベース/ EW&F）、アンドリュー・ウールフォーク（フルート/ 元EW&F）、ジョニー・グラハム（ギター/ 元EW&F）、エディM（サックス）、キャット・グレイ（ピアノ、キーボード）、エモーションズなど。

J&B
- 梶原順 (g, vo)、浅野祥之 (g, vo)、松原秀樹 (b, vo)、沼澤尚 (ds, vo) からなる4人組。角松敏生をはじめとするさまざまなアーティストをサポートする一方で、ユニットとしても独自の活動を行っていた。

AGHARTA
- 1995年デビュー。メンバーにはそれぞれナンバーが振られ、001は長万部太郎（角松敏生）(G.)、002は中村キタロー (B.)、003は浅野祥之 (G.)、004は友成好宏 (Key.)、005は春名正治 (Sax.)、006は田中倫明 (Perc.)、007は沼澤尚 (Drs.)、008は山田洋 (Comp.)。

SALT BAND
- ピアニストである塩谷哲を中心に、浅野祥之、沼澤尚、松原秀樹、大儀見元というメンバーが顔を揃えるバンド。

KICKS
- トランペッター小林正弘を中心としたフュージョン・ユニット。

THREE'S CO.
- 沼澤尚 (Dr)、松原秀樹 (B)、浅野祥之 (G) からなるトリオ・リズム・ユニット。

The SunPaulo（ザ サンパウロ）
- 佐藤タイジ率いるロック・ユニット。2001年、森俊之と共に加入。2008年、脱退。

As We Speak
- 沼澤尚（ドラムス）、沖山優司（ベース）、浅野祥之（ギター）とのファンク・ジャム・バンド。

SHIKAO&THE FAMILY SUGAR
- シンガーソングライターのスガシカオのツアーバンド。メンバーはスガシカオ（ヴォーカル&リズムギター、作詞作曲）、森俊之（キーボード&バンドマスター、編曲）、沼澤尚（ドラムス）、松原秀樹（ベース）、間宮工（リードギター）、大滝裕子（コーラス）、斎藤久美（コーラス）。2007年に活動停止。

FOUR OF A KIND
- 2002年デビュー。メンバーは発案者の青木智仁 (sax)、本田雅人 (b)、塩谷哲 (key)。

邪（よこしま）
- 2002年に椎名林檎が結成したTOTOのコピーバンド。メンバーは椎名林檎&長岡亮介（ボーカル）、椎名純平（コーラス）、森俊之（ピアノ、シンセサイザー）、渡辺等（エレクトリックベース）、沼澤尚（ドラムス）、浅野祥之（エレクトリックギター）、田中倫明（パーカッション）。渡辺、森とは、椎名林檎のレコーディング・バンド冒涜ヴァイタミンのメンバーとしても活動。

THE BLUES POWER
- 2005年結成。メンバーは永井ホトケ隆 (vo&g)、浅野祥之 (g)、沼澤尚 (drs)。2007年の1stアルバムリリースを前に浅野が他界。

MIDNIGHTSUNS
- 大村真司（v, g）を中心とする日本のインディペンデント・ロック・バンド。2012年デビュー。

Rabbit（ラビット）
- 振付師の南流石を中心に2012年に結成されたバンド。メンバーは南流石（コーラス、モーション）、森俊之（キーボード）、Watusi（ベース）、佐藤タイジ（ギター、ボーカル、コーラス）、沼澤尚（ドラム）、大塚愛（ボーカル、コーラス、ギター）。